# Amy Ruffle
Amy Ruffle este o actriță de origine australiană, cunoscută cel mai bine pentru rolul ei în show-ul Mako: Insula Secretelor, interpretând-o pe Sirena. Originară din Victoria, Australia, Amy Ruffle s-a născut pe 25 februarie 1992.